# Hasbani
Der Hasbani, gelegentlich auch Hazbani oder Chatzbani (arabisch الحاصباني, DMG al-Ḥāṣibānī), ist neben dem Dan und dem Banyas einer der drei Quellflüsse des Jordan. Der Fluss heißt auf  
hebräisch נֲחַל שְׂנִיר Nachal Snīr.
Der Hasbani entspringt am Hermongebirge im südlichen Libanon. Von dort fließt er nach Süden und vereinigt sich in Nordisrael in der nördlichen Chulaebene mit Banyas und Dan zum Jordan. 
Der Hasbani liefert im Jahr etwa 150 Mio. Kubikmeter Wasser; damit ist er nach dem Dan der zweitgrößte Quellfluss des Jordan. Sein Einzugsgebiet ist mit 600 Quadratkilometern allerdings etwa dreimal so groß wie das von Banyas und Dan zusammen.
Nach dem Fluss wurde der etwas östlich gelegene Kibbuz Snir benannt.